# Ждун
Ждун — распространённое в Рунете название скульптуры (изначальное наименование Homunculus loxodontus, в пер. с лат. — Гомункул слоноподобный), созданной в мае 2016 года голландской художницей Маргрит ван Бреворт (нидерл. Margriet van Breevoort) для Лейденского университета (Нидерланды), ставшее интернет-мемом.

## Общие сведения
Скульптура изображает безногое существо серого цвета с головой северного морского слона, телом гигантской личинки и руками человека, которое сидит на стуле в комнате ожидания.
Изначально фигура была установлена перед детской больницей в Лейдене. По состоянию на февраль 2017 года перенесена внутрь медицинского центра Лейденского университета, в холл, где также размещены более десятка других скульптур. На 19 февраля 2017 года скульптура располагалась у входа в Лейденский университетский медицинский центр, а на 13 августа 2019 года снова перекочевала внутрь того же медцентра.

## Создание скульптуры

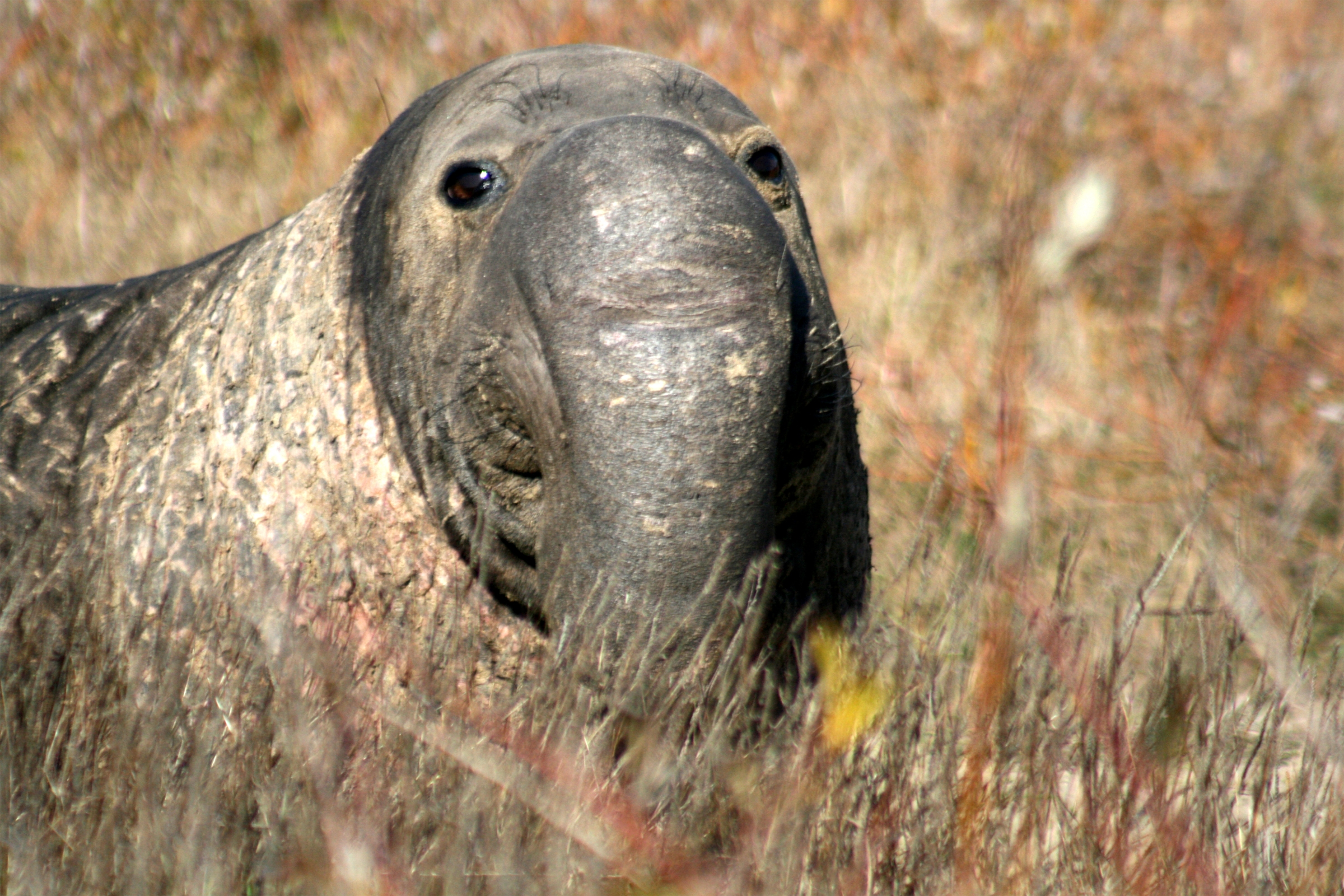
Морской слон. Похожая голова представлена на статуе

Больница при Лейденском университете выделила Маргрит ван Бреворт грант на создание скульптуры для ежегодного конкурса, проводимого фондом «Скульптуры в Лейдене». Темой конкурса 2016 года были биологические науки.
Художница долго размышляла над тематикой будущей скульптуры, так как она не хотела изображать что-то, связанное с медициной или болезнями. Она обратила внимание на людей, которые сидят в очереди к врачу в ожидании диагноза, и решила посвятить свою скульптуру пациентам. По словам Маргрит ван Бреворт, своей скульптурой она хотела показать, что «пациенты просто должны ждать своей участи с надеждой на лучшее». Кроме того, художница поставила перед собой задачу сделать этого ожидающего пациента привлекательным и милым, чтобы с ним было комфортно и он мог бы заставить смеяться.
По словам художницы, «мой персонаж — своего рода неудавшийся эксперимент, он ждёт и надеется на то, чтобы стать лучше. Он словно большой милый комок плоти, который хочется обнять». Скульптура создана из пластика и эпоксидной смолы, которые при смешивании образуют вещество, напоминающее глину, — на ощупь оно твёрдое и шершавое.
В 2016 году скульптура стала самой фотографируемой достопримечательностью Лейдена.
Множество поклонников Ждуна посещали его в холле медцентра Лейденского университета, пока идиллию этого паломничества не нарушили карантинные мероприятия в связи с эпидемией, вызванной коронавирусом.
Вот уже несколько лет[каких?] периодически появляются публикации, в которых сообщается, что Маргрит ван Бреворт вынашивает планы создать новый арт-проект из той же серии, причём, вероятно, её усидчивый герой дождётся встречи с подругой — подобным ему созданием, но женского пола. Эскиз будущего произведения художница опубликовала на своей странице в сети Instagram с комментарием: «Работаю над новой скульптурой. Что это будет: Ждун или Ждунья?». Даются и описания законченной новой скульптуры, а также представлены её фото в нескольких ракурсах.

## Мем

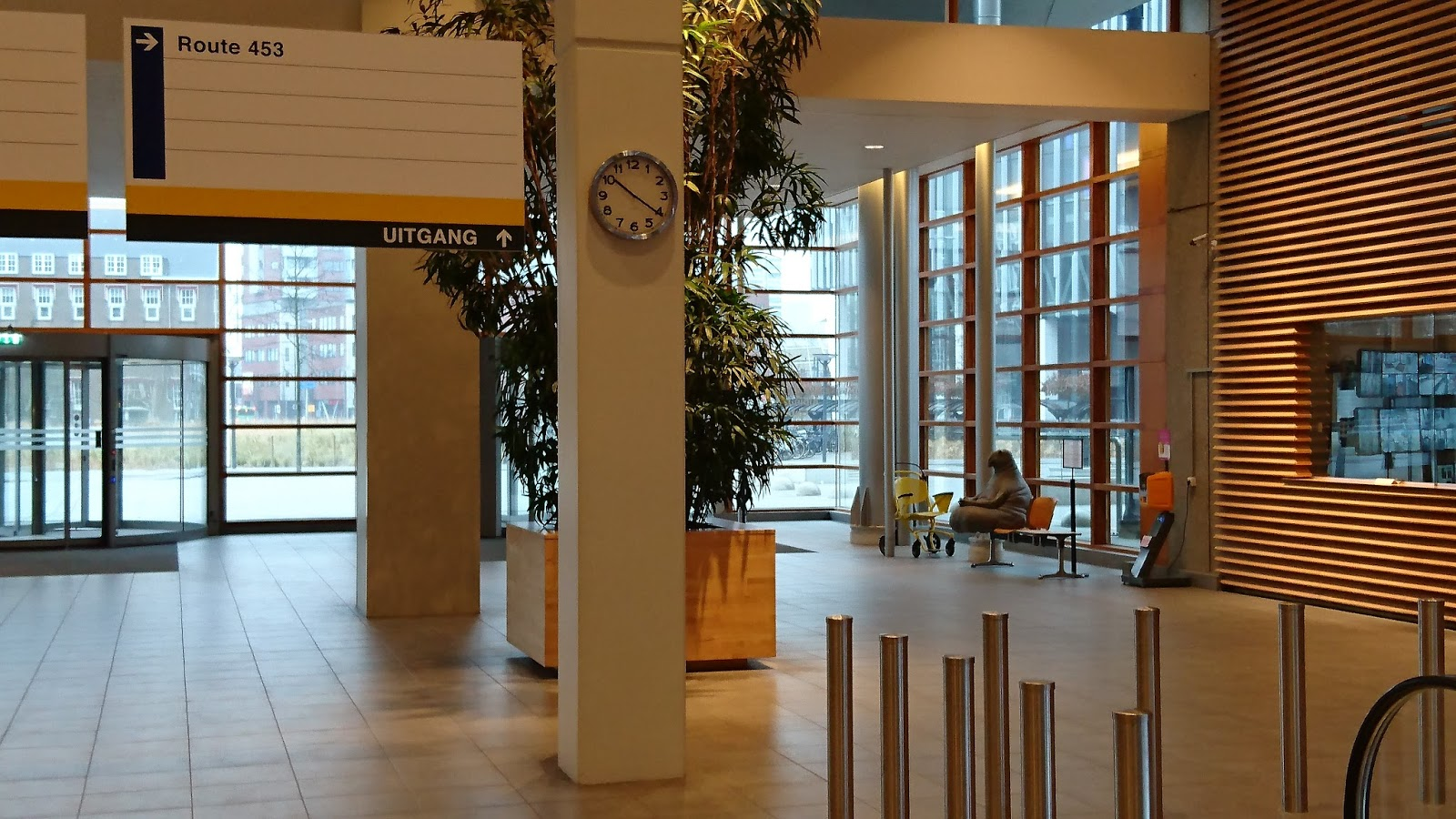
Ждун в холле Лейденского университетского медицинского центра, 2017 г.

В январе 2017 года после размещения фотографии скульптуры на сайте Пикабу она стала популярным мемом в Рунете под именем «Ждун»; в украинском и белорусском сегментах интернета под именами «Ждун», «Почекун».
24 февраля 2017 года народный депутат Украины Борислав Берёза принёс в сессионный зал Верховной Рады фигуру «Ждуна», которую перед началом заседания и выступлениями членов Кабинета министров поставили на парламентскую трибуну. Депутат назвал Ждуна символом ожиданий украинского общества.
Российский политолог и журналист Дмитрий Травин назвал Ждуна национальным символом России. По его мнению, русский Ждун — грустный, ленивый и вялый, но при этом симпатичный и оптимистичный: «повесил нос и сложил ручки на животике» в ожидании перемен к лучшему, поскольку «в стране давно царит застой и нет условий ни для политической, ни для гражданской, ни для инвестиционной активности». Схожее мнение высказал социолог Алексей Рощин, отметивший, что образ Ждуна, при всей своей привлекательности, отражает также и скрытое недовольство людей: «Это знак всеобщего обнищания, как интеллектуального, так и духовного, поскольку в России не происходит ничего интересного».
Голландское издание Mare отметило, что «в России, где человек бессилен против бюрократии, бесконечное ожидание является важной частью повседневной жизни», а в условиях, когда «социальные проблемы не могут быть разрешены легитимным парламентом, независимой судебной системой или демонстрациями», интернет-сатира остаётся единственным способом выражения недовольства властью, что обусловило популярность мема. Репортёр Le Monde Изабель Мандро связывает популярность образа как с воспоминаниями о советских временах, «когда нужно было с раннего утра занимать очереди перед гастрономами или месяцами ждать мебель», так и с неудачами российских реформ.

Копия Ждуна в верхней точке на территории горного курорта Роза Хутор в 40 км от Адлера, у подножия Главного Кавказского хребта. 2017 г.

Журнал «Мир фантастики» назвал Ждуна главным мемом 2017 года, отметив, что персонаж «похож на каждого из нас. Мы вечно сидим и ждём перемен к лучшему, порой и не думая встать и что-то для этого сделать (недаром у статуи одна огромная попа вместо ног!). Но при этом Ждун терпелив, полон оптимизма и уверен, что своего дождётся».
Издание «Игромания» в статье про Ждуна рассказало о влиянии персонажа на поп-культуру и на аудиторию любителей видеоигр.
| Ждуна начали вставлять в картины классических и современных мастеров, в кинокадры и фотографии. Ждун оказался к месту почти везде и всегда. В любую ситуацию он вносит элемент невозмутимого и самую малость недоуменного спокойствия. — Журнал «Игромания» |

На волне популярности Ждуна в Интернете начали продаваться игрушки, фигурки, кресла-мешки и крупные скульптуры в виде персонажа мема. Его также продавали в качестве подарка ко Дню Святого Валентина, на 23 Февраля и 8 Марта.

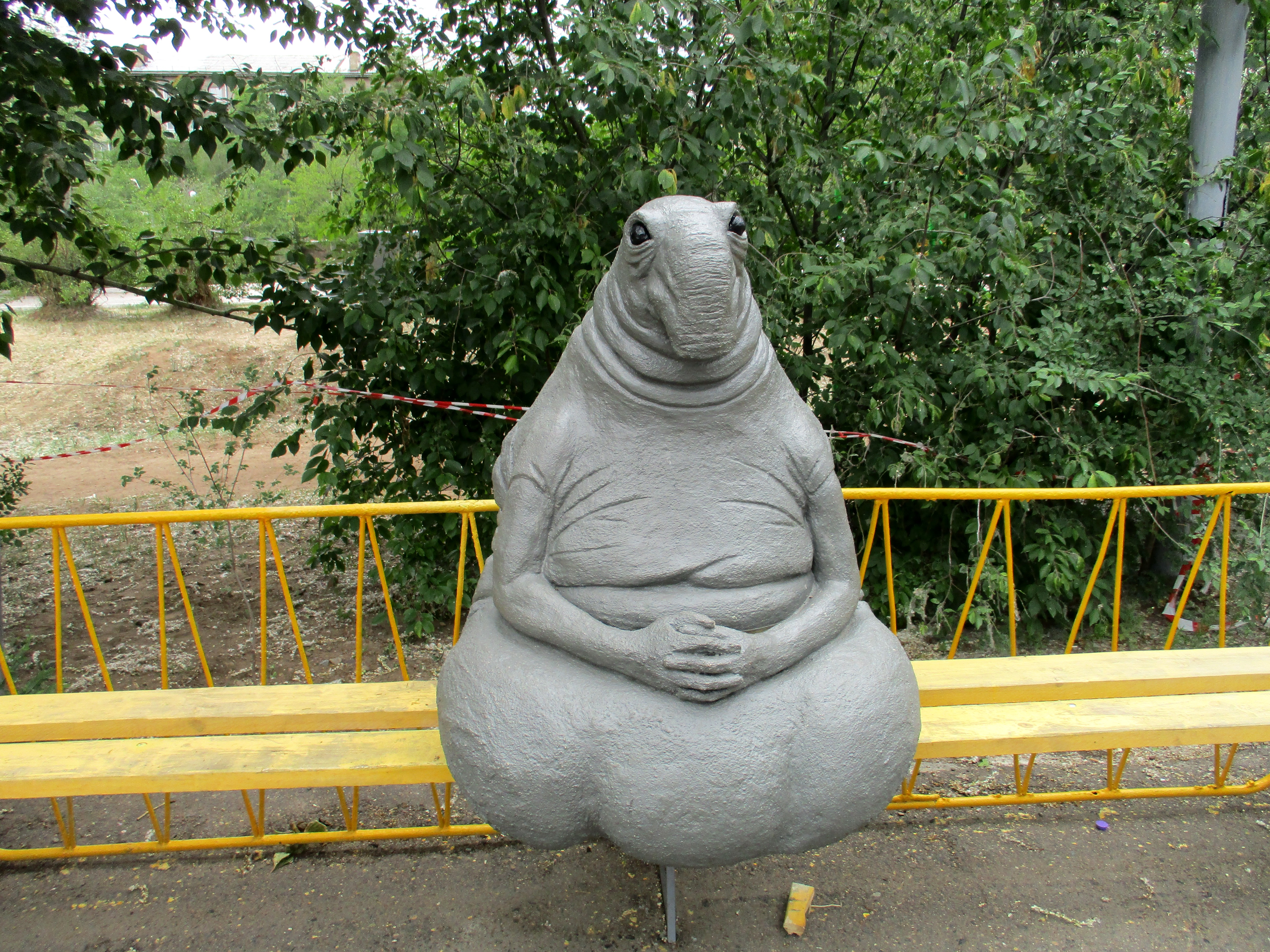
Копия Ждуна в Чите

В Чите на ретро-площадке парка Дома офицеров установили копию скульптуры. Подобная копия имеется и в верхней точке российского горного курорта Роза Хутор в Адлерском районе Сочи (Краснодарский край).
В июле 2017 года стало известно, что российская компания CD Land выкупила у Маргрит ван Бреворт права на использование бренда «Ждун». CD Land планирует перепродавать бренд другим компаниям, которые будут выпускать соответствующие игрушки, посуду и канцелярию со Ждуном. Также планируются съёмки мультсериала с этим героем и блог от его имени.
28 августа 2018 года CD Land отсудила у компании «Мегафон» 8,6 миллиона рублей за незаконное использование образа Ждуна.

## Ждун в массовой культуре
Впервые в российской литературе «Ждун» появляется в гештальт-романе Натана Дубовицкого «Ультранормальность» в 2017 году (согласно распространённой версии, под этим псевдонимом пишет бывший помощник президента РФ Владислав Сурков). Позже мем использовался множеством авторов в прозе и стихах.
20 марта 2025 года в кинотеатрах вышла в прокат семейная комедия «Ждун» .